# Marcus Berg
Marcus Berg (Torsby, 1986. augusztus 17. –) svéd válogatott labdarúgó, az IFK Göteborg játékosa.

## Sikerei, díjai

### Klub
- IFK Göteborg
  - Svéd bajnok: 2007
- Panathinaikósz
  - Görög kupa: 2013–14
- El-Ajn
  - Egyesült arab emírségekbeli bajnok: 2017–18
  - Elnök Kupa: 2017–18

### Egyéni
- Svéd gólkirály: 2007 (Razak Omotoyossival közösen)
- U21-es labdarúgó-Európa-bajnokság gólkirály: 2009
- U21-es labdarúgó-Európa-bajnokság legjobb játékosa: 2009
- Görög gólkirály: 2016-17
- Görög kupa gólkirály: 2013–14
- Egyesült arab emírségekbeli gólkirály: 2017–18